# هولست ۳۵۹۰
سیارک ۳۵۹۰ (به انگلیسی: 3590 Holst، نامگذاری:1984CQ) سه هزار و پانصد و نودمین سیارک کشف شده‌است که در ۵ فوریه ۱۹۸۴ کشف شد.
قدر مطلق سیارک برابر ۱۳٫۱۰ است.